# Municipio de Bear Lake (condado de Manistee)
El municipio de Bear Lake (en inglés: Bear Lake Township) es un municipio ubicado en el condado de Manistee en el estado estadounidense de Míchigan. En el año 2010 tenía una población de 1751 habitantes y una densidad poblacional de 18,74 personas por km².

## Geografía
El municipio de Bear Lake se encuentra ubicado en las coordenadas 44°22′50″N 86°7′49″O / 44.38056, -86.13028. Según la Oficina del Censo de los Estados Unidos, el municipio tiene una superficie total de 93.45 km², de la cual 89,84 km² corresponden a tierra firme y (3,86 %) 3,61 km² es agua.

## Demografía
Según el censo de 2010, había 1751 personas residiendo en el municipio de Bear Lake. La densidad de población era de 18,74 hab./km². De los 1751 habitantes, el municipio de Bear Lake estaba compuesto por el 96,97 % blancos, el 0,29 % eran afroamericanos, el 1,09 % eran amerindios, el 0,06 % eran isleños del Pacífico, el 0,46 % eran de otras razas y el 1,14 % eran de una mezcla de razas. Del total de la población el 2,11 % eran hispanos o latinos de cualquier raza.